# Боб Расселл
Боб Расселл (англ. Bob Russell; урожденный Сидни Кит Розенталь, англ. Sidney Keith Rosenthal; 25 апреля 1914, Пассейик, Нью-Джерси — 18 февраля 1970, Беверли-Хиллз, Калифорния) — американский автор песен (в основном текстов).
Расселл учился в Вашингтонском университете в Сент-Луисе, Миссури. Он работал рекламным копирайтером в Нью-Йорке; какое-то время его соседом по комнате был Сидни Шелдон, позже писатель. Он обратился к написанию материала для водевилей, а затем для фильмов, в конечном итоге написав полные партитуры к двум фильмам: «Джек и бобовый стебель» (1952) и «Стремление к славе» (1962). Последний фильм получил приз Международного кинофестиваля в Локарно в 1962 году. Другие фильмы с его участием: «Афера на Тринидаде» (1952), «Синяя гардения» (1953), «Эта девушка не может иначе» (1956), «Самая подходящая девушка» (1957), «Дело КТО» (1961), «Эбботт и Костелло встречают капитана Кидда» (1952), «Выключенный звук» (1952), «Полуночный поцелуй» (1949), «Билет в Томагавк» (1950).
В 1968 году Расселл вместе с партнером по написанию песен Куинси Джонсом был номинирован на премию «Оскар» в категории «Лучшая оригинальная песня» («The Eyes of Love» за фильм «Отстранение»). В следующем году он и Джонс был снова номинирован в той же категории (заглавную песню для фильма Сидни Пуатье «Ради любви к Айви»).
Его последним хитом в 1969-70 годах была песня «He Ain’t Heavy, He’s My Brother», написанная в соавторстве с Бобби Скоттом и записанная The Hollies. Песню представил группе зять Расселла Джеффри Спиритт, который в то время жил в Лондоне со своей женой Симон.
Среди соавторов Расселла были Луи Алтер, Питер Де Роуз, Дюк Эллингтон, Бронислав Капер, Лестер Ли, Карл Сигман, Гарольд Спина и Гарри Уоррен.
В 1970 году он был включен в Зал славы авторов песен. В 2004 году он был посмертно награждён Американским обществом композиторов, авторов и издателей премией за жизненные достижения. Ведущая премии, автор песен Мэрилин Бергман, назвала Расселла «наставником и дорогим другом», без которого она «никогда бы не стала автором песен».